# Angola-Bulldoggfledermaus

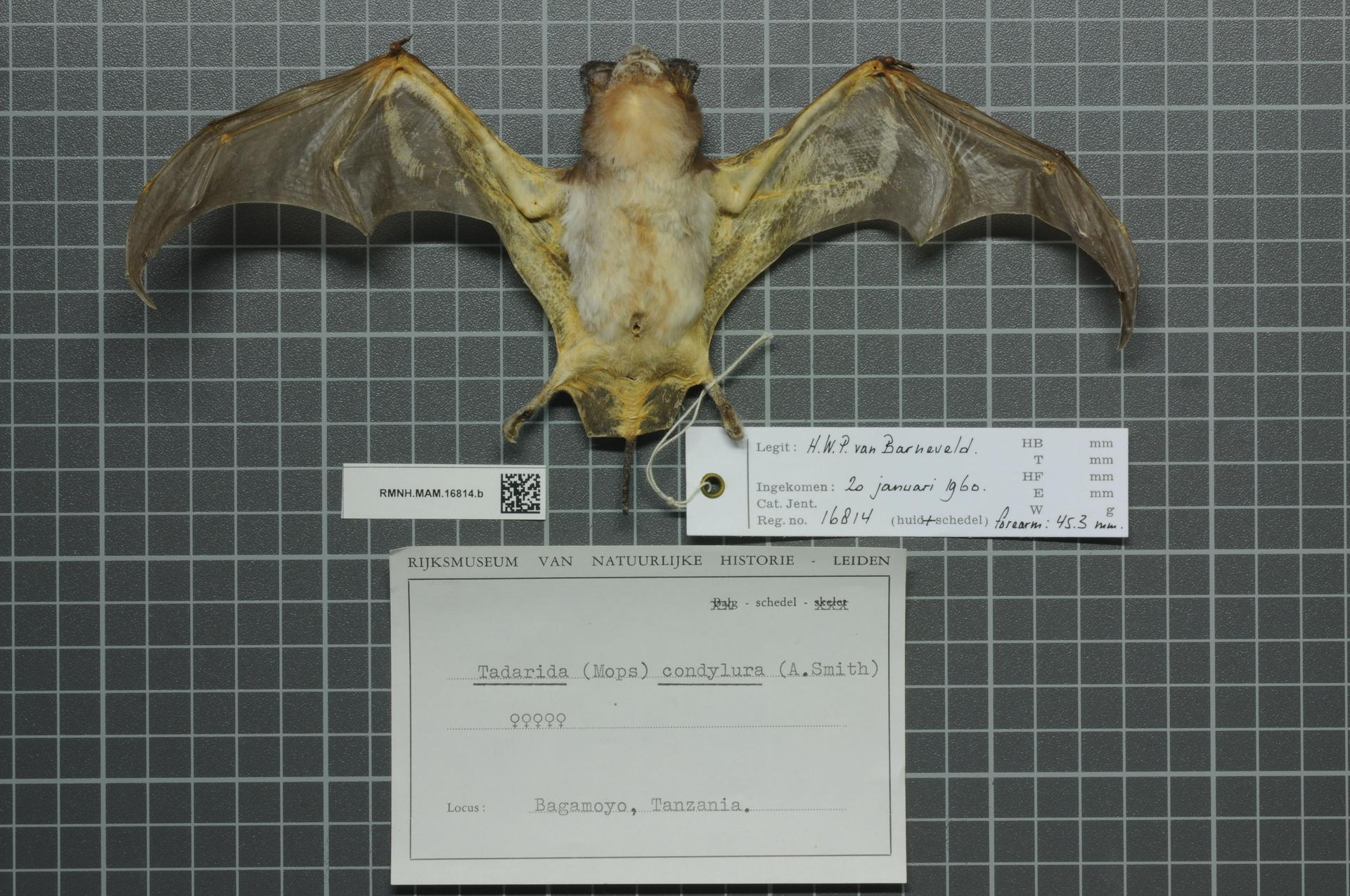
Präparat eines Weibchens

Die Angola-Bulldoggfledermaus (Mops condylurus, Nyctinomus condylurus oder Tadarida condylura) ist eine Fledermausart aus der Familie der Bulldoggfledermäuse (Molossidae), Gattung Mops, Untergattung Mops. Sie kommt mit Ausnahme der dichten Regenwälder im Kongobecken und in Niederguinea in weiten Teilen Afrikas südlich der Sahara vor.

## Merkmale
Die Angola-Bulldoggfledermaus ist eine sehr kleine Fledermaus ohne Nasenblatt. Sie kann eine Gesamtlänge (Kopf-Rumpf-Länge + Schwanzlänge) von 9,6 bis 12,7 cm, eine Flügelspannweite von 34,8 bis 36,8 cm und ein Gewicht von 16 bis 39 g erreichen. Ihr Rückenfell ist schwarzbraun, graubraun, hellgrau oder hell graubraun, manchmal mit weißen Flecken. Die Haare sind an der Basis hell. Das Fell auf der Kopfoberseite hat die gleiche Farbe wie das Rückenfell. Das Bauchfell ist graubraun, hell gelb, gelbweiß oder weißlich. Ein weißer, mittiger Bauchstreifen kann unterschiedlich ausgeprägt sein und auch fehlen. Auch die Seiten zeigen einen weißlichen Streifen. In einer Kolonie können alle Farbschläge gleichzeitig vorkommen. Die Ohren sind schwarzbraun und kurz. Nach vorne gelegt reichen sie nur bis zur Mitte der Schnauze. Der Tragus ist klein, eckig und wird vom großen Antitragus verborgen. Die Flügel sind fast durchsichtig, nahe dem Körper graubraun und werden zur Spitze zunehmend heller. Die Schwanzspitze ragt aus dem Uropatagium (der Flughaut zwischen den Beinen) heraus. Das Uropatagium ist dunkel graubraun. Männchen und Weibchen sehen gleich aus. Neugeborene haben eine dunkle Haut. Die Angola-Bulldoggfledermaus besitzt einen dipolen Chromosomensatz (2n=48).
In ihren Kiefern hat sie insgesamt 28 oder 30 Zähne. Die Zahnformel lautet: {\displaystyle {\frac {1.1.1(2).3}{2.1.2.3}}}.

## Systematik
Es wurden vier Unterarten beschrieben, aber nicht alle Populationen wurden bisher einer Unterart zugeordnet.
- Mops (Mops) condylurus condylurus, (A. Smith 1833), Vorkommen von Angola über den Süden der D. R. Kongo, Sambia, Malawi, die Mitte und den Süden von Mosambik bis in den Nordosten von KwaZulu-Natal.
- Mops (Mops) condylurus orientis,  G. M. Allen und Loveridge 1942, Tansania.
- Mops (Mops) condylurus osborni, J. A. Allen 1917, Vorkommen in der Republik Kongo und D. R. Kongo
- Mops (Mops) condylurus wonderi, Sanborn 1936, Vorkommen von Mauretanien bis Guinea-Bissau und in Mali.

Einige Autoren fassen die Gattung Mops und die Gattung der Faltlippenfledermäuse (Tadarida) zu einer einzigen Gattung (Tadarida) zusammen oder führen Mops sowie die Gattung der Freischwanzfledermäuse (Chaerephon) als Untergattungen von Tadarida. Zurzeit werden die Gattungen Mops und die Faltenlippenfledermäuse als getrennte Gattungen geführt. Genetische Untersuchungen sehen die Gattungen der Freischwanzfledermäuse zusammen mit der Gattung Mops als monophyletische Gruppe.

## Lebensraum und Lebensweise
Die Angola-Bulldoggfledermaus ist häufig und kommt in Savannen, Baumsavannen (u. a. Miombo), Buschland, Waldland und Lücken aufweisenden Regenwald vor. Im dichten, ungestörten Regenwald fehlt sie, ebenso in Gebirgen (mögliche Ausnahme Äthiopien) und Wüsten (Ausnahme entlang von Flussläufen in Somalia). Sie ernährt sich von hartschaligen Käfern aber auch von anderen, weicheren Insekten. Darunter sind Schnabelkerfe, Schmetterlinge und Libellen. Zum Insektenfang fliegt sie oberhalb der Baumkronen bis in Höhen von 100 Metern oder über Savannen, Lichtungen, Rodungen oder Gewässern niedrig in zwei bis drei Metern Höhe. Oft wird zu zweit gejagt, wobei die zweite niedriger fliegt als die führende, wahrscheinlich um Insekten zu erbeuten, die sich, den Echolotlauten der führenden Fledermaus ausweichend, fallen ließen. Die Angola-Bulldoggfledermaus hat gerade, schlanke Flügel und kann dadurch sehr schnell fliegen, ihre Manövrierfähigkeit ist allerdings eingeschränkt und Wendungen haben einen Radius von mehr als 1,5 Meter. Tagsüber ruht sie in Höhlen, Löchern in Bäumen und Palmen, in Bergwerken oder in Gebäuden. Die Tiere wählen dabei bevorzugt Plätze, die eine Temperatur zwischen 35 und 42 °C haben und bewegen sich oft von Platz zu Platz um die optimale Temperatur zu finden. Im südafrikanischen Winter erträgt die Art auch Temperaturen von weniger als 10 °C. Quartiere werden hin und wieder mit der Kleinen Bulldoggfledermaus (Chaerephon pumilus) geteilt. Große Kolonien fallen durch ihren stechenden Geruch und die hohe Lautstärke auf. Sie produzieren viel Guano.
Die Angola-Bulldoggfledermaus bekommt pro Wurf nur ein Jungtier. In ihrem weiten Verbreitungsgebiet ist die Fortpflanzungszeit unterschiedlich, fällt aber meist mit der Regenzeit zusammen. Gibt es in einer Region zwei Regenzeiten, so werden in beiden Junge geboren. Sie werden etwa 50 bis 80 Tage lang gesäugt.

## Fressfeinde, Parasiten und Krankheiten
Zu den nachgewiesenen Fressfeinden der Angola-Bulldoggfledermaus zählen die Großfleck-Ginsterkatze (Genetta maculata), der Fledermausadler (Macheiramphus alcinus) und andere Greifvögel. Parasiten, von der sie befallen wird, finden sich unter den Flöhen (6 Arten der Gattung Lagaropsylla), den Plattwanzen, Fledermausfliegen, Schildzecken und Milben (9 Arten). Viren, die von der Angola-Bulldoggfledermaus isoliert wurden und Krankheiten beim Menschen verursachen, sind das Bunyamwera-Virus, das Chikungunya-Virus, das Gelbfieber-Virus, das West-Nil-Virus und das Zika-Virus. Weitere auftretende Viren, die nach heutigem Kenntnisstand für Menschen nicht infektiös sind, umfassen das Bukalasa-Fledermaus-Virus, das Dakar-Fledermaus-Virus sowie das Entebbe-Fledermaus-Virus. Sie gilt auch als ein mögliches Reservoir für das Ebolavirus und einer aktuellen Untersuchung von Forschern des RKI zufolge als möglicher Ursprung der Ebolafieber-Epidemie 2014.

## Etymologie & Forschungsgeschichte
Das Typusexemplar der Angola-Bulldoggfledermaus wurde von Andrew Smith in Südafrika, KwaZulu-Natal nahe Port Natal (Durban) gesammelt und unter dem Namen Nyctinomus condylurus erstbeschrieben. Das Artepithon condylurus ist die Latinisierung der beiden zusammengefügten griechischen Wörter "κόνδυλος" (Bedeutung Beule, Knubbel) und "οὐρά" (Bedeutung "Schwanz"), die auf das zerknitterte, faltige Aussehen des aus der Schwanzflughaut herausragenden Schwanzes Bezug nehmen.

## Gefährdung
Aufgrund der weiten Verbreitung und der großen Individuenzahl stuft die IUCN die Angola-Bulldoggfledermaus als „nicht gefährdet“ ein (least concern).